# Dorisch (dialect)

Verbreiding van de Oudgriekse dialecten. Dorisch in het lichtbruin.

Het Dorisch was een Oudgrieks dialect dat door de stam van de Doriërs gesproken werd. Het Dorisch werd gesproken op de Peloponnesos (onder andere in Sparta, Argos en Korinthe) op Kreta en de zuidelijke Cycladen, in Zuid-Italië en Sicilië. Het Dorisch werd vaak samen met de verwante Noordwest-Griekse dialecten, die in Phocis, Locris en Elis gesproken werden, tot het Dorisch-Noordwestgrieks samengevoegd.
Het Dorische dialect werd in talrijke lokale varianten gestructureerd, die hoodzakelijk door inscripties overgeleverd zijn. Belangrijke Griekse auteurs die in het Dorisch geschreven hebben, zijn de Griekse lyrici Pindarus, Bacchylides en Alcman, de komediedichters uit Syracuse Sophron en Epicharmus, de wetenschapper Archimedes en de Alexandrijnse dichters Theocritus en Callimachus. Traditioneel was het Dorisch ook het dialect dat gebruikt werd in de Attische tragedie voor de gezongen gedeelten van het koor terwijl voor de gesproken tekst het Attisch gebruikt werd. Zie Koorlyriek.
In de Hellenistische tijd werd het Dorische dialect, evenals de andere dialecten verdrongen door het Koinè-Grieks, een eerste gemeenschappelijke taal voor de Grieken, die afstamde van het klassieke Attisch. Het Dorisch leeft echter nog voort in het Griko van Zuid-Italië en het Tsakonisch van de Peloponnesos.

## Karakteristieken
Hier volgt een overzicht van de belangrijkste verschillen tussen het Dorisch en het Attisch:
Fonetiek
- De oorspronkelijke lange ᾱ (ā) blijft altijd behouden.

Voorbeeld: Dorisch μάτηρ (mātēr) tegenover Attisch μήτηρ (mētēr) of φάμα (pháma) tegenover Attisch φήμη (phếmê). (Vertaling: moeder/ roep)
- Gebruik van dubbele of enkele sigma (σσ/σ) in plaats van de Attische dubbele of enkele tau of thèta (ττ/τ/θ) voor klinkers.

Voorbeeld: Dorisch θάλασσα (thálassa) tegenover Attisch  θάλαττα (thalatta) of Ἀσάνα/Ἀθάνα (Asána/Athána) tegenover Attisch Ἀθηνᾶ (van Ἀθηναία > *Ἀθηνάα > Ἀθηνᾶ) / Ἀθήνη (Athéne). (Vertaling: zee/ Athene)
- Soms behouden van de oorspronkelijke digamma (Ϝ, ϝ)

Voorbeeld: Dorisch ϝοῖκος (woikos) tegenover Attisch οἶκος (oikos) (Vertaling: huis). Tevens vergelijkbaar met het Latijnse vicus waar ons woord wijk van komt.
- De Proto-Griekse ss tussen klinkers is gebleven, waar die in het Attisch tot één s (Sigma) is verkort.

Voorbeeld: Dorisch μέσσος tegenover Attisch μέσος. (Vertaling: midden)    
- De Proto-Griekse ae contraheert verschillend: in het Attisch α (ã) en in het Dorisch η (è).
- De Proto-Griekse klanken eo en ea worden in het Dorisch soms ιο (io) en ια (ia).
- De Proto-Griekse korte a blijft dat in het Dorisch waar die in het Attisch soms een korte e werd.

Voorbeeld: Dorisch ἵαρος (hiaros) en Ἄρταμις (Artamis) tegenover Attisch ἵερος (hieros) en Ἄρτεμις (Artemis). (Vertaling: heilig/ de godin Artemis)
Morfologie
- Oorspronkelijke -τι (-ti) blijft behouden. (Dus geen compensatorische rekking)

Voorbeeld: Dorisch φέροντι (pheronti) tegenover Attisch φέρουσι (pherousi) (Vertaling: zij brengen)
- Compensatorische rekking met η (ē) en ω (ō) in plaats van ει (ei) en ου (ou)

Voorbeelden: 
Dorisch -ω (õ) - Attisch -ου (ou) (mannelijk genitief enkelvoud)
Dorisch -ως (õs) - Attisch -ους (ous)(mannelijk accusatief meervoud)
Dorisch -ην (én) - Attisch -ειν (ein) (actieve infinitief praesens)
- Hoofdtelwoord vier τέτορες (tetores)in plaats van Attisch τέτταρες (tettares) en Ionisch/Koine τέσσαρες (tessares).
- Rangtelwoord eerste πρᾶτος (prātos) in plaats van Attisch πρῶτος (prōtos).
- Aanwijzend voornaamwoord deze τῆνος (tēnos) in plaats van (ἐ)κεῖνος ((e)keinos).
- De uitgang in de 3e persoon meervoud aoristus en imperfectum op -ν (n) in plaats van Attisch -σαν (san).

Voorbeeld: Dorisch ἔδον/ἐδίδον (édon/edídon; Aoristus/Imperfectum van διδόναι) tegenover Attisch ἔδοσαν/ἐδίδοσαν (édosan/edídosan). (Vertaling: zij gaven)    
- Het Futurum op -σε-ω (-se-ō) tegenover Attisch -σ-ω (-s-ō) bij bijvoorbeeld het medium/passief van πράσσειν (Att. πράττειν).

Voorbeeld: Dorisch πραξῆται (uit πραγ-σ-έ-εται; prāxētai/prāg-sé-etai) in plaats van πράξεται (uit πράγ-σ-εται; prāxetai/prāg-s-etai) (Dorisch Futurum (futurum Doricum)). (Vertaling: hij zal zelf doen/ het zal gedaan worden)
- Uitgang van de 1e persoon meervoud op -μες in plaats van -μεν
- In de nominatief meervoud van de lidwoorden en het aanwijzend voornaamwoord  in het Dorisch τοί (toi), ταί (tai), τοῦτοι (toutoi), ταῦται (tautai) tegenover Attisch οἱ (hoi), αἱ (hai), οὗτοι (houtoi), αὗται (hautai)
- Specifieke woorden zoals de werkwoorden λέειν/λείειν (le(i)ein), πᾶσθαι (uit πάεσθαι; pā´sthai/páesthai) = κτᾶσθαι (uit κτάεσθαι; ktâ´sthai/ktáesthai). (Vertaling: willen/ verwerven)

## Verder lezen
- J.L. García-Ramón, art. Dorisch-Nordwestgriechisch, in NP 3 (1997), coll. 782-787.